# Reiji Nakajima
Reiji Nakajima (中島 礼司 Nakajima Reiji?, nacido el 28 de junio de 1979 en Kanagawa) es un exfutbolista japonés. Jugaba de centrocampista y su último club fue el Cobaltore Onagawa de Japón.

## Trayectoria

### Clubes
| Club                          | País  | Año         |
| ----------------------------- | ----- | ----------- |
| Atsugi Marcus                 | Japón | 1998 - 1999 |
| Kowada SC                     | Japón | 2000 - 2001 |
| Ventforet Kofu                | Japón | 2001 - 2002 |
| Denso                         | Japón | 2004 - 2005 |
| Fervorosa Ishikawa Hakuzan FC | Japón | 2006        |
| Cobaltore Onagawa             | Japón | 2007 - 2014 |
| V-Varen Nagasaki              | Japón | 2011        |